# Xauarma

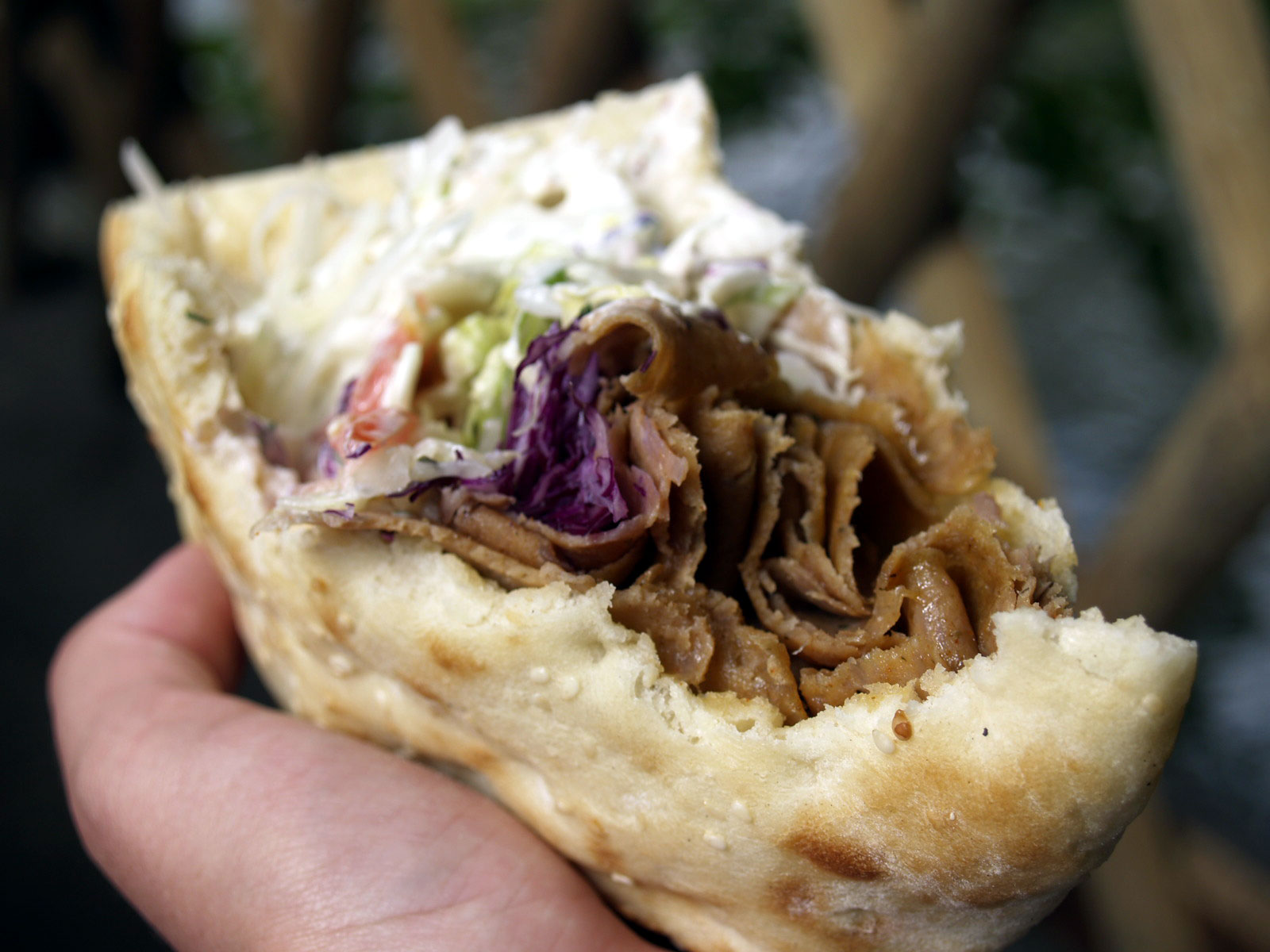
Shawarma de carne de carneiro

Shawarma (em árabe: شاورما; romaniz.: xauarma) é um prato originalmente do médio oriente, composto de fatias finas de carne de carneiro ou frango, assada num espeto vertical e servidas no pão árabe com legumes, homus (pasta de grão-de-bico), labneh (espécie de coalhada parecida com iogurte grego) e outros acompanhamentos. Tornou-se popular na Europa como comida rápida, graças à influência de imigrantes do norte do Oriente Médio. 

## Nos países de língua portuguesa
É bastante comum em toda a Europa, inclusive em Portugal. É popular como comida rápida, graças à influência de imigrantes do norte da África e do Médio Oriente.
No Brasil, na região de Foz do Iguaçu, a Shawarma popularizou-se com a chegada dos imigrantes libaneses que vivem na Tríplice Fronteira. Rápidamente se expandiu para toda a região oeste do Paraná, onde hoje é popular em várias cidades. Noutras cidades do Brasil há duas vertentes: tanto é vendida nas ruas numa versão semelhante do prato conhecido como "churrasco grego", servida dentro de um pão francês a preços módicos, como também vem surgindo, na última década, restaurantes e casas especializadas em shawarmas, nesse caso oferecendo especiarias árabes e culinária mais requintada.